# Émilie Bordeleau
 (mars 2018).
Si vous disposez d'ouvrages ou d'articles de référence ou si vous connaissez des sites web de qualité traitant du thème abordé ici, merci de compléter l'article en donnant les références utiles à sa vérifiabilité et en les liant à la section « Notes et références ».
Pour les articles homonymes, voir Bordeleau.
Émilie Bordeleau (née le 21 décembre 1879 à Saint-Stanislas au Québec ; morte le 28 décembre 1946 à Saint-Stanislas) fut une institutrice québécoise (canadienne) de Saint-Tite du début du XXe siècle dont la vie a inspiré la série de livres à succès d'Arlette Cousture Les Filles de Caleb, eux-mêmes portés à la télévision par Jean Beaudin dans un feuilleton télévisé éponyme, Les Filles de Caleb. Le personnage fut incarné par Marina Orsini.
Marina Orsini reprit son rôle dans la télésérie Blanche centrée sur la vie de l'une des filles d'Émilie Bordeleau.
Arlette Cousture, l'auteure du best-seller, était en fait la fille cadette du cinquième enfant d'Émilie Bordeleau et d'Ovila Pronovost, soit Blanche. Arlette Cousture a d'ailleurs publié l'histoire de sa mère Blanche Pronovost pour faire suite à celle de sa grand-mère Émilie.

## Biographie
Émilie Bordeleau a quitté les terres de son père à l'âge de 15 ans pour devenir institutrice dans une école de rang à Sainte-Thècle de Champlain, situé à trois heures de calèche de son ancien foyer. Cependant, Émilie y enseigne illégalement, c'est-à-dire sans avoir obtenu son diplôme d'institutrice et cela finit par se savoir. Elle fera alors en sorte d'obtenir ce fameux diplôme qu'elle décroche en 1898, ce qui lui permet de pratiquer le métier pour lequel elle se passionne.
L'année suivante, Émilie, alors âgée de 19 ans, accepte un nouveau poste d'enseignante à l'école du rang Le Bourdais de Saint-Tite. Elle fait la connaissance de la famille Pronovost, ses voisins, qui, tout comme sa famille à elle, sont cultivateurs. À l'école no 5 de Saint-Tite, Émilie enseigne à une soixantaine d'enfants dont cinq membres de la famille Pronovost : Rosée, Ovila, Éva, Oscar et Émile (dit Ti-ton). La grande beauté et l'air mystérieux d'Ovila Pronovost ne tarderont pas à gagner le cœur de la jeune institutrice qu'on dit être remarquablement jolie, elle aussi. La passion se développe entre l'institutrice et son élève qui est de trois ans son cadet et, à la fin de l'été (9 septembre 1901), les deux amoureux se rendent à l'église de Saint-Stanislas pour célébrer les épousailles sous les yeux de leurs familles respectives. Les nouveaux époux s'installent ensuite sur les terres de Dosithé Pronovost, père d'Ovila, pour y fonder une famille. De 1902 à 1917, Émilie donne naissance à dix enfants nommés Rose, Marie-Ange, Louisa (décéda quelques mois après sa naissance), Émilien, Blanche, Paul-Ovide, Jeanne, Clément, Alice et Rolande. Elle élève ses enfants presque entièrement seule car Ovila, n'aimant pas le travail de la terre, partait souvent travailler dans les chantiers de bois durant de longs mois.
En 1916, après avoir vécu près des autres Pronovost à Saint-Tite pendant 15 ans, Ovila prend la décision d'emmener sa famille vivre à Shawinigan, car il a trouvé un travail, qu'il préfère à la terre, à la compagnie Belgo Canadian Pulp & Paper. Malgré le nouveau confort qu'offre la modernité de la ville à Émilie et ses enfants (eau courante, électricité, téléphone), elle ne trouvera jamais sa place en ville et rêvera longtemps d'un retour à la campagne.
En décembre 1917, les ennuis financiers du couple, dus à l'alcoolisme d'Ovila, forcent la famille à quitter Shawinigan et à retourner à St-Tite. Seul Ovila ne retournera pas dans leur ancien foyer et préférera se rendre à Barraute, en Abitibi-Témiscamingue, pour défricher de nouvelles terres là où personne ne le connaît, car il avait bien des dettes en Mauricie. C'est seule avec ses enfants qu'une fois de plus Émilie met au monde son dixième et dernier enfant du nom de Rolande. Ovila ne retournera auprès de sa femme et de ses enfants qu'à quelques occasions par la suite, mais ce ne sera que pour des séjours de quelques semaines seulement. Par la suite, Ovila refait sa vie en Abitibi et sort définitivement de la vie d'Émilie. Cette dernière ira s'installer pendant un temps en Abitibi pour tenter de renouer avec son époux, mais sans succès. Ils ne se reverront que des années plus tard à l'occasion des mariages de leurs filles Alice et Marie-Ange.
Émilie se remit à enseigner jusqu'à l'âge de 65 ans alors qu'elle prit sa retraite et s'éteignit le 28 décembre 1946 à l'âge de 67 ans dans les bras de sa fille Blanche à Saint-Stanislas, où elle a vécu ses dernières années auprès de son frère cadet, Napoléon, pour qui elle avait beaucoup d'amitié. Elle est morte d'un cancer des reins.
De son côté, Ovila, né le 24 mars 1882, est mort le 8 novembre 1951 à l'âge de 69 ans à l'hôpital Saint-Luc de Montréal. On a raconté qu'il avait vécu ses dernières années de vie à Montréal dans un foyer pour personnes âgées sans ressources monétaires dans le but de se rapprocher de certains de ses enfants qui habitaient la métropole. Il est aujourd'hui enterré au cimetière de Saint-Tite, alors qu'Émilie est enterrée à Saint-Stanislas auprès de ses parents. Le dernier enfant vivant d'Émilie et d'Ovila Pronovost, Jeanne, s'est éteinte le 16 décembre 1999 à l'âge de 87 ans. Rolande, enfant cadette de la famille qui n'a jamais connu son père, se fit enterrer auprès de ce dernier au jour de sa mort. C'est d'ailleurs elle qui, en 1991, offrit un monument à son père, car jusque-là, seule une petite croix en bois était érigée en mémoire d'Ovila Pronovost.

## Les enfants d'Émilie et d'Ovila
- Rose, née le 11 juin 1902 (Saint-Tite) ; décédée le 3 décembre 1974 (Saint-Lin-des-Laurentides)
- Marie-Ange, née le 22 septembre 1904 (Saint-Tite) ; décédée le 10 février 1984 (Montréal)
- Louisa, née le 8 octobre 1905 (Saint-Tite) ; décédée le 29 mars 1906 (Saint-Tite)
- Émilien, né le 5 septembre 1906 (Saint-Tite) ; mort le 11 janvier 1993 (Villebois)
- Blanche, née le 27 février 1908 (Saint-Tite) ; décédée le 11 février 1994 (Saint-Lambert)
- Paul, né le 1er octobre 1909 (Saint-Tite) ; mort le 23 février 1955 (Montréal)
- Clément, né le 25 février 1911 (Saint-Tite) ; décédé en 1957 (Port-Cartier)
- Jeanne, née le 30 mai 1912 (Saint-Tite) ; décédée le 16 décembre 1999 (Lachine)
- Alice, née le 18 octobre 1914 (Saint-Tite) ; décédée le 24 décembre 1979 (??)
- Rolande, née le 17 décembre 1917 (Shawinigan) ; décédée le 19 février 1997 (Trois-Rivières)